# Sebastian Bodinus
Sebastian Bodinus est un compositeur et instrumentiste de l'époque baroque, né le 4 octobre 1700 à Bittstädt (Duché de Saxe-Gotha-Altenbourg) et mort le 19 mars 1759 à Pforzheim.

## Biographie
Son père, Johann Nicolaus Bodinus, instituteur, mourut à l'âge de 33 ans en mai 1700. Après le décès de son mari, sa mère Anna Elisabeth, née Eschner, vécut avec ses trois autres fils (nés en 1689, 1692 et 1696) dans la maison familiale à Bittstädt. Sebastian Bodinus fréquenta l'école du village de Bittstädt jusqu'en 1713. Les documents retrouvés attestent de son assiduité scolaire et de sa réussite jusqu'en classe supérieure couronnée de très bonnes notes. Cependant, aucune information à propos de ses premières études musicales ne sont parvenues jusqu'à nos jours.
Le 15 juillet 1718, il est employé en tant que Musicus und Laquay à la cour du margrave Carl III. Wilhelm de Baden-Durlach, dont la résidence s'était récemment installée à Karlsruhe. D'abord hautboïste, il se consacre de plus en plus au violon et est bientôt nommé Hof-Musicus (musicien de cour). Afin d'éviter la menace d'être transféré en Italie dans la musique d'un régiment de son employeur en tant que hautboïste-militaire, il prétexte des "difficultés de respiration" et demande son exemption, qu'il obtient le 10 novembre 1723. De 1724 à 1728, Bodinus est tour à tour Cammer-Musicus et Premier violonist à la cour du duc Eberhard Ludwig de Württemberg à Stuttgart. C'est à cette époque, à partir de 1726, qu'il publie certaines de ses compositions aux éditions Augsburger Verlag Leopold: ses Musikalischen Divertissements - Parties 1 à 6, ainsi que des sonates en solo, trio et quatuor pour diverses formations instrumentales.
Peut-être en raison du déménagement de la Hofkapelle (chapelle de la cour) ducale à Ludwigsburg, Bodinus, qui s'est entre-temps marié, quitte la cour de Württemberg le 24 mars 1728 et retourne à Karlsruhe. Il y est de nouveau employé comme membre de la Hofkapelle de Baden à Karlsruhe et son épouse Anna Margaretha s'y produit en tant que chanteuse "au théâtre et dans d'autres comédies musicales". Le 20 juillet, Bodinus est nommé premier violon (en plus de ses obligations concernant la formation des hautboïstes) et accède ainsi hiérarchiquement au second poste d'importance de la formation musicale du margrave, juste derrière le maître de chapelle Johann Melchior Molter. Il semble qu'il entretenait de bons rapports avec ce dernier, comme le montrent les certificats de baptême de sa fille Wilhemine, baptisée le 24 novembre 1730, sur lesquels Molter apparaît en tant que parrain (et possiblement sur ceux d'un autre enfant, né en 1733).
Entre 1729 et 1730, Bodinus se rend à Bittstädt pour annoncer son départ définitif de sa ville natale. L'année suivante, il est fait état d'une amende émise par Carl Wilhelm à son encontre en raison de querelles avec un boulanger, événement qui laisse supposer qu'il était doté d'un fort caractère. En 1733, en conséquence du déclenchement de la guerre de Succession de Pologne, l'orchestre de la cour est dissous et Carl Wilhelm s'exile à Bâle. Bodinus trouve un emploi à Darmstadt. Mais dès le 8 octobre 1736, il récupère son poste de premier violon à Karlsruhe. Il s'efforce alors de pallier les fonctions de maître de chapelle, laissées vacantes par Molter parti à la cour de Saxe-Eisenach en 1733, dans l'espoir de voir son salaire augmenter. Ses efforts resteront vains et Molter reviendra même à son poste en 1742. Après la mort du margrave Carl Wilhelm en mai 1738, la chapelle de la cour est à nouveau réduite ; Bodinus est remercié le 16 octobre 1738. On lui accorde un quart de solde pour subvenir aux besoins de sa famille et on lui assure qu'on se souviendra de lui si nécessaire.
De la période 1739 - mai 1747, on sait seulement que Bodinus séjourna à Bâle et y fut actif en tant que professeur de musique. Suivant les désirs du jeune margrave Carl Friedrich, le maître de chapelle Johann Melchior Molter entreprit à partir du début d'année 1747 la réorganisation de la Hofkapelle à Karlsruhe. Le 15 mars 1747, Bodinus, soutenu par Molter, demande sa réintégration munie des lettres de recommandation du baron Ernst Friedrich Leutrum de Ertingen (Lörrach) et du conseiller Suss, chez qui il était en service. Le 23 mai 1747, le margrave Carl Friedrich entérine son entrée à l'orchestre de la cour - pour la quatrième fois ! - en tant que Cammer-Musicum et premier violon.
Le 24 juillet 1752, Bodinus abandonne son lieu de travail pour des raisons inconnues, laissant également derrière lui sa famille. Malgré cet acte non autorisé, il semble plus tard avoir demandé un licenciement en bonne et due forme, comme le montre un dossier du bureau du préfet, certifiant qu'il était « loyal, travailleur et honnête dans ses fonctions » et qu'il « a maintenant reçu son gracieux renvoi à sa demande. » Au début de l'année 1754, il apparaît de passage à Darmstadt, sans y trouver d'emploi, après quoi nous perdons sa trace.
Après plusieurs années, il semble finalement être revenu à Karlsruhe, probablement confus mentalement car le 28 septembre 1758 il est admis à la maison des fous de Pforzheim, où il meurt le 19 mars 1759.

## Œuvres
L'essentiel de la production musicale de Sebastian Bodinus concerne le domaine de la musique de chambre. Outre les formes courantes de la sonate en solo et en trio, il a également donné toute une série d'œuvres au genre moins courant de la sonate en quatuor. Dans ces sonates aux formes et instrumentations diverses et variées (le violon, la flute, le hautbois, mais aussi plus rare à cette époque, le cor y sont mis à l'honneur), des éléments de la sonate da chiesa se mêlent à ceux du concerto et de la suite. L'influence de ce dernier se retrouve également dans certains de ses concertos pour flûte, par exemple. Dans certains cas, ils sont plus susceptibles d'être attribués à la musique de chambre qu'au concert instrumental. L'ouverture pour flûte (ou violon) et cordes, quant à elle, comporte des passages façonnés par le concerto. Les symphonies sont des exemples réussis du développement précoce de l'opéra symphonique italien. La mélodie fraîche et imaginative est remarquable. Malgré des touches galantes, les œuvres de Bodinus appartiennent à l'époque baroque tardive.

### Œuvres pour orchestre
- 5 Sinfonien in D, D, F, A und B
- Ouvertüre für Flöte, Violine und Orchester
- 13 Konzerte für Flöte und Orchester, dont 5 en D, les autres en e, e, e, E, G, G, A
- Konzert für Oboe und Orchester in F
- 3 Konzerte für Violine und Orchester en D, e, a

### Musique de chambre
Publications (aux éditions Joseph Friedrich und Johann Christian Leopold à Augsburg):
- Acroama musicum: 6 Sonaten für Violine und Basso continuo (ca. 1726)
- 12 Sonaten für Violine und Basso continuo
- Musicalische Divertissiments, oder in das Gehör gerichteter Trio in 6 Teilen (Augsburg, 1726):
  - 6 Sonaten für 2 Violinen und Basso continuo
  - 6 Sonaten für Flöte, Violine und Basso continuo
  - 6 Sonaten für Oboe, Violine und Basso continuo
  - 6 Sonaten für 2 Oboen oder Violinen und Basso continuo und 6 Sonaten für Flöte, Violine und Basso continuo
  - 3 Quadri pour formations diverses
  - 3 Quadri pour formations diverses
- 12 Sonaten pour formations diverses
- 8 Quadri pour formations diverses

Manuscrits:
- 1 Sinfonie
- 2 Duetti
- 2 Menuetti
- 33 Sonaten

## Sources
- Kreis- und Stadtarchiv Arnstadt, Bestand Bittstädt
- Thüringisches Staatsarchiv Gotha, Akten des Oberconsistoriums, Generalia
- Pfarrarchiv Holzhausen
- Generallandesarchiv Karlsruhe, Akten des Hofmarschallamtes, Hofmusik
- Hauptstaatsarchiv Stuttgart, Akten des Oberhofmarschallamtes

## Article
- Häfner, Klaus, dans: Die Musik in Geschichte und Gegenwart, p.191-192